# Benedetta Morabito
Benedetta Morabito (Siracusa, 31 maggio 1997) è un'ex cestista italiana.

## Carriera
Ala di 180 cm, ha giocato in Serie A1 con Priolo Gargallo.

## Statistiche

### Presenze e punti nei club
Dati aggiornati al 30 giugno 2014
| Stagione        | Squadra            | Competizione | Partite | Partite | Partite | Statistiche tiro | Statistiche tiro | Statistiche tiro | Altre statistiche | Altre statistiche | Altre statistiche | Altre statistiche | Altre statistiche |
| Stagione        | Squadra            | Competizione | Pres.   | Titol.  | Minuti  | Tiri da 2        | Tiri da 3        | Liberi           | Rimb.             | Assist            | Rubate            | Stopp.            | Punti             |
| --------------- | ------------------ | ------------ | ------- | ------- | ------- | ---------------- | ---------------- | ---------------- | ----------------- | ----------------- | ----------------- | ----------------- | ----------------- |
| 2013-2014       | Bricocenter Priolo | Serie A1     | 8       | 0       | 31      | 0/3              | 0/0              | 0/0              | 2                 | 0                 | 3                 | 0                 | 0                 |
| Totale carriera |                    |              |         |         |         |                  |                  |                  |                   |                   |                   |                   |                   |